# رين كوماتسو
رين كوماتسو (باليابانية: 小松蓮) هو لاعب كرة قدم ياباني في مركز الهجوم، ولد في 10 سبتمبر 1998 في طوكيو في اليابان. لعب مع Matsumoto Yamaga FC ‏.

## وصلات خارجية
- رين كوماتسو على موقع رابطة كرة القدم اليابانية للمحترفين (اليابانية)
- رين كوماتسو على موقع قاعدة بيانات كرة القدم.إي يو (الإنجليزية)
- رين كوماتسو على موقع Soccerway.com (الإنجليزية)
- رين كوماتسو على موقع عالم كرة القدم.نت (الإنجليزية)